# Liste der Monuments historiques in Meulson
Die Liste der Monuments historiques in Meulson führt die Monuments historiques in der französischen Gemeinde Meulson auf.

## Liste der Objekte
| Bezeichnung                 | Beschreibung                               | Standort                                   | Kennzeichnung | Schutzstatus | Datum | Bild |
| --------------------------- | ------------------------------------------ | ------------------------------------------ | ------------- | ------------ | ----- | ---- |
| Glocke                      | Bronze, 1753 gegossen                      | in der Kirche Nativité-de-la-Vierge (Lage) | PM21001488    | Classé       | 1943  |      |
| Skulptur Heilige Margaretha | Kalkstein, farbig gefasst, 16. Jahrhundert | in der Kirche Nativité-de-la-Vierge (Lage) | PM21001489    | Classé       | 1966  |      |